# Metadati Amministrativi Gestionali
Metadati Amministrativi Gestionali, in sigla MAG, è uno standard per raccogliere metadati relativi a oggetti digitali creati nei progetti di digitalizzazione, conforme agli standard internazionali.
La versione 0 è stata creata nel 2001 dall'ICCU.
L'ultima versione è la 2.0.1 del 2009.
Ogni formato dei metadati è associato a un namespace per la terminologia e a uno schema XML per la struttura sintattica.